# Anthony Brown
Pour les articles homonymes, voir Brown.
Anthony LeJohn Brown, né le 10 octobre 1992 à Bellflower, Californie, est un joueur américain de basket-ball. Il évolue aux postes d'arrière et d'ailier.

## Carrière junior

### En lycée
Anthony Brown a évolué au lycée d'Ocean View à Huntington Beach en Californie où il a obtenu en moyenne 14,0 points et 6,0 rebonds par match en tant que junior, tout en étant nommé MVP de la saison. Cette année-là, il a mené les Seahawks au championnat de la section sud du CIF et à la deuxième place de l’État, et a été nommé joueur de l’année de la section sud du CIF et membre de la première équipe de tous les États. Il finit 7e joueur en attaque et 41e au classement général et une recrue quatre étoiles de Scout.com.

### En université
Anthony Brown joue pour l'université Stanford de 2010 à 2015. Il ne joue pas toute sa saison junior de 2012-2013 en raison d'une blessure. Il a obtenu son baccalauréat en communication en mai 2014 et s’est inscrit au programme de maîtrise des arts de Stanford, en études des médias au cours de sa saison senior avec les Cardinal de Stanford.

## Carrière professionnelle
Anthony Brown est drafté en 2015 en 34e position par les Lakers de Los Angeles.
Le 9 juillet 2015, il signe son contrat rookie avec les Lakers. Il fait ses débuts en NBA le 30 octobre à l'ouverture de la saison 2015-2016 avec une défaite contre les Kings de Sacramento en marquant 5 points. Durant la saison, il fait plusieurs aller-retour en D-League avec les D-Fenders de Los Angeles. Il participe à la NBA Summer League 2016 avec les Lakers. Le 24 octobre 2016, il est coupé par les Lakers.
Le 30 octobre 2016, il est drafté en 1re position par les BayHawks d'Erié lors de la NBA Development League draft 2016. Le 21 novembre 2016, il signe avec les Pelicans de la Nouvelle-Orléans. Après avoir participé à seulement 9 matches avec les Pelicans, il est coupé le 9 décembre. Trois jours après, il retourne à Erié. Le 22 janvier 2017, il signe un contrat de 10 jours avec le Magic d'Orlando. Après ce contrat, le 2 février, il retourne à Erié. Il est nommé dans l'équipe de le conférence Est pour la NBA D-league all-star game 2017.
Le 1er août 2017, il signe un two-way contract avec les Timberwolves du Minnesota et devient le premier joueur de l'histoire à signer ce type de contrat né en 2017. Il joue la majeure partie de la saison avec les Wolves de l'Iowa.
Le 29 août 2018, il signe avec les 76ers de Philadelphie et participe au training camp d'été. Le 10 octobre 2018, il est coupé par les 76ers. Le 23 octobre 2018, il s'engage en Serbie avec le Partizan Belgrade. Le 27 novembre 2018, il quitte le club serbe. Le 10 janvier 2019, il retourne en D-league chez le Magic de Lakeland jusqu'à la fin de la saison (anciennement les BayHawks d'Erié).
Le 28 octobre 2019, il rejoint la France et l'équipe du Limoges CSP pour compenser la blessure de Marcus Ginyard, puis celui de Vincent Sanford prolonge ensuite avec Limoges jusqu'en janvier 2020. Néanmoins, il quitte Limoges pour l'Espagne et le club de Montakit Fuenlabrada jusqu'à la fin de la saison avec un contrat garanti.
Le 6 juillet 2020, il revient en première division avec les Metropolitans 92 via un contrat d'une saison. Il réussit une bonne saison en EuroCoupe et est nommé dans la deuxième meilleure équipe-type de la saison (All-EuroCup Second Team).
Fin octobre 2021, Brown s'engage jusqu'à la fin de la saison avec le Bursaspor Basketbol, club turc.

## Clubs successifs
- 2010-2015 :  Cardinal de Stanford (NCAA)
- 2015-2016 :  Lakers de Los Angeles (NBA)
- 2015-2016 :  D-Fenders de Los Angeles (D-League)
- 2016-2017 :  BayHawks d'Erié (D-League)
- 2016 :  Pelicans de la Nouvelle-Orléans (NBA)
- 2017 :  Magic d'Orlando (NBA)
- 2017-2018 :  Timberwolves du Minnesota (NBA)
- 2017-2018 :  Wolves de l'Iowa (D-League)
- 2018 :  Partizan Belgrade
- 2019 :  Magic de Lakeland (D-League)
- 2019 :  Limoges CSP (première division)
- 2019-2020 :  Montakit Fuenlabrada (Liga ACB)
- 2020-2021 :  Metropolitans 92 (première division)
- depuis 2021 :  Bursaspor Basketbol (première division turque)

## Statistiques

### Universitaires
Les statistiques d'Anthony Brown en matchs universitaires sont les suivantes :
| Année     | Équipe   | Matches | Titul. | Min./m. | %tir | %3pts | %l-f  | rbds/m. | pass/m. | int/m. | ctr/m. | pts/m. |
| --------- | -------- | ------- | ------ | ------- | ---- | ----- | ----- | ------- | ------- | ------ | ------ | ------ |
| 2010-2011 | Stanford | 30      | 12     | 23,9    | 41,7 | 35,3  | 70,9  | 3,23    | 0,77    | 0,53   | 0,23   | 8,70   |
| 2011-2012 | Stanford | 37      | 17     | 23,9    | 39,7 | 35,3  | 62,5  | 3,95    | 1,00    | 0,62   | 0,11   | 8,08   |
| 2012-2013 | Stanford | 4       | 2      | 17,5    | 20,0 | 33,3  | 100,0 | 2,25    | 0,25    | 0,25   | 0,25   | 3,00   |
| 2013-2014 | Stanford | 36      | 35     | 33,5    | 47,5 | 45,3  | 78,5  | 5,00    | 2,08    | 0,83   | 0,11   | 12,31  |
| 2014-2015 | Stanford | 37      | 36     | 35,7    | 43,1 | 44,1  | 79,5  | 6,92    | 2,54    | 0,76   | 0,19   | 14,78  |
| Carrière  | Carrière | 144     | 102    | 29,2    | 42,8 | 40,4  | 75,1  | 4,78    | 1,60    | 0,68   | 1,05   | 10,85  |

### Championnat
| Saison    | Équipe              | Ligue             | Matches | 5 Majeur | Minutes | % Tirs  | % 3-pts | % L-F   | Rbds | Pass dec | Int | Crt | B.p. | Pts  |
| --------- | ------------------- | ----------------- | ------- | -------- | ------- | ------- | ------- | ------- | ---- | -------- | --- | --- | ---- | ---- |
| 2015- 16  | LA Lakers           | NBA               | 29      | 11       | 21      | 31,0 %  | 28,6 %  | 85,0 %  | 2,4  | 0,7      | 0,5 | 0,2 | 0,5  | 4,0  |
| 2015- 16  | South Bay           | G-League          | 7       | 2        | 34      | 39,2 %  | 31,9 %  | 68,8 %  | 4,0  | 1,7      | 0,6 | 0,4 | 2,0  | 14,6 |
| 2016-2017 | La Nouvelle-Orléans | NBA               | 9       | 0        | 16      | 34,1 %  | 25,0 %  | -       | 2,9  | 0,7      | 0,6 | 0,1 | 0,6  | 3,8  |
| 2016-2017 | Magic d'Orlando     | NBA               | 2       | 0        | 8       | 44,4 %  | 33,3 %  | -       | 3,5  | 1,0      | 0   | 0   | 0,5  | 4,5  |
| 2016-2017 | BayHawks d'Érié     | G-League          | 24      | 24       | 38      | 46,6 %  | 46,7 %  | 80,8 %  | 5,4  | 3,1      | 1,0 | 0,2 | 3,2  | 20,3 |
| 2017-2018 | Minnesota           | NBA               | 1       | 0        | 4       | 100,0 % | 100,0 % | -       | 0    | 1,0      | 0   | 0   | 0    | 3,0  |
| 2017-2018 | Wolves de l'Iowa    | G-League          | 45      | 43       | 38      | 46,0 %  | 40,4 %  | 79,7 %  | 4,8  | 3,6      | 0,7 | 0,3 | 2,8  | 18,9 |
| 2018-2019 | Magic de Lakeland   | G-League          | 27      | 16       | 29      | 41,3 %  | 34,4 %  | 81,1 %  | 5,4  | 2,3      | 0,9 | 0,6 | 2,2  | 12,9 |
| 2018-2019 | KK Partizan         | Ligue ABA         | 1       | 0        | 2       | 0,0 %   | 0,0 %   | -       | 0    | 0        | 0   | 0   | 1,0  | 0,0  |
| 2019-2020 | CSP Limoges         | première division | 10      | 8        | 29      | 50,5 %  | 46,3 %  | 88,9 %  | 5,0  | 2,5      | 0,9 | 0,2 | 1,3  | 13,1 |
| 2019-2020 | Fuenlabrada         | Liga ACB          | 8       | 3        | 23      | 40,7 %  | 28,6 %  | 100,0 % | 3,4  | 1,9      | 0,5 | 0,3 | 1,0  | 7,4  |

### Coupes d'Europe
| Saison    | Équipe      | Ligue     | Matches | 5 Majeur | Minutes | % Tirs | % 3-pts | % L-F   | Rbds | Pass dec | Int | Crt | B.p. | Pts |
| --------- | ----------- | --------- | ------- | -------- | ------- | ------ | ------- | ------- | ---- | -------- | --- | --- | ---- | --- |
| 2018- 19  | KK Partizan | EuroCoupe | 2       | 0        | 9       | 0,0 %  | 0,0 %   | -       | 3,0  | 0,5      | 0   | 0   | 0,3  | 0,0 |
| 2019-2020 | CSP Limoges | EuroCoupe | 6       | 5        | 24      | 47,5 % | 42,9 %  | 100,0 % | 3,2  | 1,2      | 0,5 | 0   | 1,3  | 8,2 |